# Perissus thibetanus
Perissus thibetanus är en skalbaggsart som beskrevs av Maurice Pic 1918. Perissus thibetanus ingår i släktet Perissus och familjen långhorningar.
Artens utbredningsområde är Tibet. Inga underarter finns listade i Catalogue of Life.